# Équipe du Portugal masculine de handball
Maillots
Dernière mise à jour : 4 février 2025.
L'équipe du Portugal masculine de handball représente la Fédération portugaise de handball lors des compétitions internationales, notamment aux championnats du monde et aux Championnats d'Europe.

## Présentation
Lors du Championnat d'Europe 2020, pour son grand retour à une compétition majeure depuis le Championnat d'Europe 2006 en Suisse, l'équipe du Portugal réalise un très beau parcours et termine à la sixième place (son meilleur classement). L'équipe accède au tour principal de la compétition en terminant deuxième de sa poule devant l'équipe de France qu'elle bat lors de son premier match de la compétition sur un score de 28 à 25. Cette sixième place permet à l'équipe du Portugal de se qualifier pour la toute première fois de son histoire à un Tournoi de qualification olympique (TQO) en vue des Jeux olympiques qui auront lieu à Tokyo en 2021.
Au Championnat du monde 2025, elle atteint pour la première les demi-finales mais terminent finalement au pied du podium après des défaites face au Danemark puis la France.

## Palmarès détaillé
Légende
- compétition jouée à domicile
- vainqueur
- finaliste
- médaillé de bronze
- promu du championnat du monde C
- relégué du championnat du monde B

| Année | Tour             | Rang          | J             | G             | N             | P             | BP            | BC            | D             |
| ----- | ---------------- | ------------- | ------------- | ------------- | ------------- | ------------- | ------------- | ------------- | ------------- |
| 1972  | non qualifiée    | non qualifiée | non qualifiée | non qualifiée | non qualifiée | non qualifiée | non qualifiée | non qualifiée | non qualifiée |
| 1976  | non qualifiée    | non qualifiée | non qualifiée | non qualifiée | non qualifiée | non qualifiée | non qualifiée | non qualifiée | non qualifiée |
| 1980  | non qualifiée    | non qualifiée | non qualifiée | non qualifiée | non qualifiée | non qualifiée | non qualifiée | non qualifiée | non qualifiée |
| 1984  | non qualifiée    | non qualifiée | non qualifiée | non qualifiée | non qualifiée | non qualifiée | non qualifiée | non qualifiée | non qualifiée |
| 1988  | non qualifiée    | non qualifiée | non qualifiée | non qualifiée | non qualifiée | non qualifiée | non qualifiée | non qualifiée | non qualifiée |
| 1992  | non qualifiée    | non qualifiée | non qualifiée | non qualifiée | non qualifiée | non qualifiée | non qualifiée | non qualifiée | non qualifiée |
| 1996  | non qualifiée    | non qualifiée | non qualifiée | non qualifiée | non qualifiée | non qualifiée | non qualifiée | non qualifiée | non qualifiée |
| 2000  | non qualifiée    | non qualifiée | non qualifiée | non qualifiée | non qualifiée | non qualifiée | non qualifiée | non qualifiée | non qualifiée |
| 2004  | non qualifiée    | non qualifiée | non qualifiée | non qualifiée | non qualifiée | non qualifiée | non qualifiée | non qualifiée | non qualifiée |
| 2008  | non qualifiée    | non qualifiée | non qualifiée | non qualifiée | non qualifiée | non qualifiée | non qualifiée | non qualifiée | non qualifiée |
| 2012  | non qualifiée    | non qualifiée | non qualifiée | non qualifiée | non qualifiée | non qualifiée | non qualifiée | non qualifiée | non qualifiée |
| 2016  | non qualifiée    | non qualifiée | non qualifiée | non qualifiée | non qualifiée | non qualifiée | non qualifiée | non qualifiée | non qualifiée |
| 2020  | Phase de groupes | 9e            | 5             | 1             | 0             | 4             | 143           | 156           | -13           |
| 2024  | non qualifiée    | non qualifiée | non qualifiée | non qualifiée | non qualifiée | non qualifiée | non qualifiée | non qualifiée | non qualifiée |
| Total | 1/13             | 0/0           | 5             | 1             | 0             | 4             | 143           | 156           | -13           |

| Année  | Tour              | Rang          | J             | G             | N             | P             | BP            | BC            | D             |
| ------ | ----------------- | ------------- | ------------- | ------------- | ------------- | ------------- | ------------- | ------------- | ------------- |
| 1994   | Phase de groupes  | 12e           | 6             | 0             | 0             | 6             | 117           | 154           | -37           |
| 1996   | non qualifiée     | non qualifiée | non qualifiée | non qualifiée | non qualifiée | non qualifiée | non qualifiée | non qualifiée | non qualifiée |
| 1998   | non qualifiée     | non qualifiée | non qualifiée | non qualifiée | non qualifiée | non qualifiée | non qualifiée | non qualifiée | non qualifiée |
| 2000   | Tour préliminaire | 7e            | 6             | 3             | 0             | 3             | 153           | 160           | -7            |
| 2002   | Tour principal    | 9e            | 7             | 3             | 0             | 4             | 173           | 174           | -1            |
| 2004   | Premier tour      | 14e           | 3             | 0             | 1             | 2             | 91            | 101           | -10           |
| 2006   | Tour préliminaire | 15e           | 3             | 0             | 0             | 3             | 80            | 96            | -16           |
| 2008   | non qualifiée     | non qualifiée | non qualifiée | non qualifiée | non qualifiée | non qualifiée | non qualifiée | non qualifiée | non qualifiée |
| 2010   | non qualifiée     | non qualifiée | non qualifiée | non qualifiée | non qualifiée | non qualifiée | non qualifiée | non qualifiée | non qualifiée |
| 2012   | non qualifiée     | non qualifiée | non qualifiée | non qualifiée | non qualifiée | non qualifiée | non qualifiée | non qualifiée | non qualifiée |
| 2014   | non qualifiée     | non qualifiée | non qualifiée | non qualifiée | non qualifiée | non qualifiée | non qualifiée | non qualifiée | non qualifiée |
| 2016   | non qualifiée     | non qualifiée | non qualifiée | non qualifiée | non qualifiée | non qualifiée | non qualifiée | non qualifiée | non qualifiée |
| 2018   | non qualifiée     | non qualifiée | non qualifiée | non qualifiée | non qualifiée | non qualifiée | non qualifiée | non qualifiée | non qualifiée |
| / 2020 | Tour principal    | 6e            | 8             | 4             | 0             | 4             | 228           | 220           | +8            |
| / 2022 | Tour préliminaire | 19e           | 3             | 0             | 0             | 3             | 85            | 91            | -6            |
| 2024   | Tour principal    | 7e            | 7             | 4             | 1             | 2             | 224           | 223           | +1            |
| Total  | 8/16              | 0/7           | 36            | 10            | 1             | 25            | 927           | 996           | -69           |

| Année     | Tour                      | Rang                      | J                         | G                         | N                         | P                         | BP                        | BC                        | D                         |
| --------- | ------------------------- | ------------------------- | ------------------------- | ------------------------- | ------------------------- | ------------------------- | ------------------------- | ------------------------- | ------------------------- |
| 1938      | non qualifiée             | non qualifiée             | non qualifiée             | non qualifiée             | non qualifiée             | non qualifiée             | non qualifiée             | non qualifiée             | non qualifiée             |
| 1954      | non qualifiée             | non qualifiée             | non qualifiée             | non qualifiée             | non qualifiée             | non qualifiée             | non qualifiée             | non qualifiée             | non qualifiée             |
| 1958      | non qualifiée             | non qualifiée             | non qualifiée             | non qualifiée             | non qualifiée             | non qualifiée             | non qualifiée             | non qualifiée             | non qualifiée             |
| 1961      | non qualifiée             | non qualifiée             | non qualifiée             | non qualifiée             | non qualifiée             | non qualifiée             | non qualifiée             | non qualifiée             | non qualifiée             |
| 1964      | non qualifiée             | non qualifiée             | non qualifiée             | non qualifiée             | non qualifiée             | non qualifiée             | non qualifiée             | non qualifiée             | non qualifiée             |
| 1967      | non qualifiée             | non qualifiée             | non qualifiée             | non qualifiée             | non qualifiée             | non qualifiée             | non qualifiée             | non qualifiée             | non qualifiée             |
| 1970      | non qualifiée             | non qualifiée             | non qualifiée             | non qualifiée             | non qualifiée             | non qualifiée             | non qualifiée             | non qualifiée             | non qualifiée             |
| 1974      | non qualifiée             | non qualifiée             | non qualifiée             | non qualifiée             | non qualifiée             | non qualifiée             | non qualifiée             | non qualifiée             | non qualifiée             |
| C 1976    | vainqueur                 | 1er                       | 6                         | 4                         | 2                         | 0                         | 147                       | 97                        | +50                       |
| B 1977    | Tour préliminaire         | 12e                       | 2                         | 0                         | 0                         | 2                         | 32                        | 65                        | -33                       |
| C 1978    | Tour principal            | 5e                        | 7                         | 2                         | 0                         | 5                         | 150                       | 163                       | -13                       |
| C 1980    | Match de classement       | 5e                        | 5                         | 3                         | 0                         | 2                         | 128                       | 99                        | +29                       |
| C 1982    | Match de classement       | 6e                        | 5                         | 2                         | 0                         | 3                         | 112                       | 113                       | -1                        |
| C 1984    | non qualifiée (forfait ?) | non qualifiée (forfait ?) | non qualifiée (forfait ?) | non qualifiée (forfait ?) | non qualifiée (forfait ?) | non qualifiée (forfait ?) | non qualifiée (forfait ?) | non qualifiée (forfait ?) | non qualifiée (forfait ?) |
| C 1986    | Match de classement       | 5e                        | 5                         | 3                         | 1                         | 1                         | 124                       | 85                        | +39                       |
| C 1988    | Match de classement       | 5e                        | 4                         | 2                         | 0                         | 2                         | 77                        | 75                        | +2                        |
| C 1990    | Match de classement       | 9e                        | 6                         | 2                         | 0                         | 4                         | 133                       | 144                       | -11                       |
| 1993      | non qualifiée             | non qualifiée             | non qualifiée             | non qualifiée             | non qualifiée             | non qualifiée             | non qualifiée             | non qualifiée             | non qualifiée             |
| 1995      | non qualifiée             | non qualifiée             | non qualifiée             | non qualifiée             | non qualifiée             | non qualifiée             | non qualifiée             | non qualifiée             | non qualifiée             |
| 1997      | Tour préliminaire         | 19e                       | 5                         | 1                         | 0                         | 4                         | 119                       | 123                       | -4                        |
| 1999      | non qualifiée             | non qualifiée             | non qualifiée             | non qualifiée             | non qualifiée             | non qualifiée             | non qualifiée             | non qualifiée             | non qualifiée             |
| 2001      | Huitièmes de finale       | 16e                       | 6                         | 2                         | 0                         | 4                         | 140                       | 145                       | -5                        |
| 2003      | Tour principal            | 12e                       | 7                         | 4                         | 0                         | 3                         | 219                       | 182                       | +37                       |
| 2005      | non qualifiée             | non qualifiée             | non qualifiée             | non qualifiée             | non qualifiée             | non qualifiée             | non qualifiée             | non qualifiée             | non qualifiée             |
| 2007      | non qualifiée             | non qualifiée             | non qualifiée             | non qualifiée             | non qualifiée             | non qualifiée             | non qualifiée             | non qualifiée             | non qualifiée             |
| 2009      | non qualifiée             | non qualifiée             | non qualifiée             | non qualifiée             | non qualifiée             | non qualifiée             | non qualifiée             | non qualifiée             | non qualifiée             |
| 2011      | non qualifiée             | non qualifiée             | non qualifiée             | non qualifiée             | non qualifiée             | non qualifiée             | non qualifiée             | non qualifiée             | non qualifiée             |
| 2013      | non qualifiée             | non qualifiée             | non qualifiée             | non qualifiée             | non qualifiée             | non qualifiée             | non qualifiée             | non qualifiée             | non qualifiée             |
| 2015      | non qualifiée             | non qualifiée             | non qualifiée             | non qualifiée             | non qualifiée             | non qualifiée             | non qualifiée             | non qualifiée             | non qualifiée             |
| 2017      | non qualifiée             | non qualifiée             | non qualifiée             | non qualifiée             | non qualifiée             | non qualifiée             | non qualifiée             | non qualifiée             | non qualifiée             |
| / 2019    | non qualifiée             | non qualifiée             | non qualifiée             | non qualifiée             | non qualifiée             | non qualifiée             | non qualifiée             | non qualifiée             | non qualifiée             |
| 2021      | Tour principal            | 10e                       | 6                         | 4                         | 0                         | 2                         | 168                       | 152                       | +16                       |
| / 2023    | Tour principal            | 13e                       | 6                         | 3                         | 1                         | 2                         | 178                       | 157                       | +21                       |
| / 2025    | Match pour la 3e place    | 4e                        | 9                         | 6                         | 1                         | 2                         | 301                       | 274                       | +27                       |
| Total (A) | 5/29                      | 0/5                       | 39                        | 20                        | 2                         | 17                        | 1125                      | 1033                      | +92                       |

## Effectif actuel
Les 17 joueurs sélectionnés pour disputer l'Euro 2024 sont :

## Personnalités de la sélection

### Sélectionneurs
Statistiques incomplètes au 20 janvier 2020.
| Nom                  | Années      | Matchs | Victoires | Nuls | Défaites | % de victoires |
| -------------------- | ----------- | ------ | --------- | ---- | -------- | -------------- |
| Mircea Costache II   | 1988 - 1995 | 6      | 0         | 0    | 6        | 0,00 %         |
| / Aleksander Donner  | 1995 - 2000 | -      | -         | -    | -        | -              |
| Javier García Cuesta | 2000 - 2004 | 16     | 6         | 1    | 9        | 37,50 %        |
| Mats Olsson          | 2005 - 2012 | 3      | 0         | 0    | 3        | 0,00 %         |
| Paulo Pereira (en)   | 2016 - 2018 | -      | -         | -    | -        | -              |
| Nuno Santos          | 2018        | 5      | 1         | 1    | 3        | 20,00 %        |
| Paulo Pereira (en)   | 2019 -      | 11     | 7         | 1    | 3        | 63,64 %        |
| Total                | Total       | 41     | 14        | 3    | 24       | 34,15 %        |

### Joueurs
| Rang                            | Joueur          | Matchs |
| ------------------------------- | --------------- | ------ |
| 1                               | Carlos Resende  | 250    |
| 2                               | Eduardo Filipe  | 202    |
| 3                               | Carlos Galambas | 186    |
| 4                               | Luís Gomes      | 167    |
| 5                               | Fábio Magalhães | 160    |
| 6                               | Filipe Cruz     | 150    |
| 7                               | David Tavares   | 149    |
| 8                               | Ricardo Costa   | 147    |
| 9                               | Rui Almeida     | 146    |
| 10                              | Tiago Rocha     | 140    |
| Statistiques au 10 janvier 2022 |                 |        |

| Rang                            | Joueur          | Buts | Matchs | Moy. |
| ------------------------------- | --------------- | ---- | ------ | ---- |
| 1                               | Carlos Resende  | 1444 | 250    | 5,78 |
| 2                               | Eduardo Filipe  | 658  | 202    | 3,26 |
| 3                               | Filipe Cruz     | 472  | 150    | 3,15 |
| 4                               | David Tavares   | 470  | 149    | 3,15 |
| 5                               | Ricardo Costa   | 399  | 147    | 2,71 |
| 6                               | Pedro Portela   | 367  | 111    | 3,31 |
| 7                               | Tiago Rocha     | 355  | 140    | 2,54 |
| 8                               | Pedro Solha     | 343  | 110    | 3,12 |
| 9                               | Fábio Magalhães | 325  | 160    | 2,03 |
| 10                              | Carlos Carneiro | 313  | 109    | 2,87 |
| Statistiques au 10 janvier 2022 |                 |      |        |      |

- Joueur le plus capé/meilleur buteur
- Joueur actif

## Bilan des confrontations face à la France
| Rencontres | Victoires | Nuls | Défaites | Buts pour | Buts contre | Différence |
| ---------- | --------- | ---- | -------- | --------- | ----------- | ---------- |
| 38         | 33        | 1    | 4        | 904       | 680         | +224       |